# Crislan Henrique da Silva de Sousa
Crislan Henrique da Silva de Sousa (født 13. marts 1992) er en brasiliansk fodboldspiller, som spiller for den japanske fodboldklub Shimizu S-Pulse.